# Il cacciatore
Il cacciatore é uma série de televisão italiana criada por Marcello Izzo, Silvia Ebreul e Alfonso Sabella, dirigida por Stefano Lodovichi e Davide Marengo transmitida em Rai 2 a partir de 14 de março de 2018. Os dois primeiros episódios foram disponibilizados em pré-visualização no portal RaiPlay em 11 de março 2018. RAI renovou a série para uma segunda temporada.
A série é inspirada na história real do magistrado Alfonso Sabella (que na ficção se torna Saverio Barone), um membro da piscina anti-mafiosa de Palermo no início dos anos noventa, imediatamente após os massacres de Capaci e Via D'Amelio. Os eventos são retirados de seu romance autobiográfico Cacciatore di mafiosi, publicado pela Mondadori.

## Episódios
| Temporada | Temporada | Episódios | Episódios | Originalmente exibido | Originalmente exibido |
| Temporada | Temporada | Episódios | Episódios | Estreia da temporada  | Final da temporada    |
| --------- | --------- | --------- | --------- | --------------------- | --------------------- |
|           | 1         | 12        | 12        | 14 de março de 2018   | 18 de abril de 2018   |

### 1.ª Temporada (2018)
| N.º na série | N.º na temp. | Título                     | Dirigido por | Escrito por | Lançamento          |
| ------------ | ------------ | -------------------------- | ------------ | ----------- | ------------------- |
| 1            | 1            | "Nel bosco"                | ASD          | ASD         | 14 de março de 2018 |
| 2            | 2            | "Fuoco amico"              | ASD          | ASD         | 14 de março de 2018 |
| 3            | 3            | "Un P.M. da marciapiede"   | ASD          | ASD         | 21 de março de 2018 |
| 4            | 4            | "Un giorno perfetto"       | ASD          | ASD         | 21 de março de 2018 |
| 5            | 5            | "Idi di marzo"             | ASD          | ASD         | 28 de março de 2018 |
| 6            | 6            | "Famiglia"                 | ASD          | ASD         | 28 de março de 2018 |
| 7            | 7            | "Cacciatori"               | ASD          | ASD         | 4 de abril de 2018  |
| 8            | 8            | "Eredità"                  | ASD          | ASD         | 4 de abril de 2018  |
| 9            | 9            | "La tana del bianconiglio" | ASD          | ASD         | 11 de abril de 2018 |
| 10           | 10           | "Bersagli"                 | ASD          | ASD         | 11 de abril de 2018 |
| 11           | 11           | "Freaks"                   | ASD          | ASD         | 18 de abril de 2018 |
| 12           | 12           | "Sì, lo voglio"            | ASD          | ASD         | 18 de abril de 2018 |

## Agradecimentos
Em abril de 2018, a série estava em concorrendo no Canneseries (Cannes International Series Festival), no qual Francesco Montanari foi premiado como melhor ator principal.